# Region Zachodni (Uganda)
Region Zachodni – jeden z czterech regionów Ugandy z liczbą ludności wynoszącą 8 874 862. Stolicą i największym miastem regionu jest Mbarara.